# Bajlštajnova baza podataka
Bajlštajnova baza podataka je najveća hemijska baza podataka u oblasti organske hemije, u kojoj su jedinjenja jedinstveno identifikovana njihovim Bajlštajnovim registarskim brojem. Ova baza podataka pokriva naučnu literaturu od 1771 do danas i sadrži eksperimentalno proverene podatke o milionima hemijskih reakcija i supstanci iz originalnih naučnih publikacija. Elektronska baza paza podataka je originalno bila kreirana koristeći Bajlštajnov priručnik organske hemije, koji je ustanovio Friedrih Konrad Bajlštajn 1881 godine. Od 2009, sadržaj održava i distribuira Elsevier Informacioni Sistemi iz Frankfurta pod imenom "Reaxys".

## Literatura
1. ↑  „Reaxys”. Архивирано из оригинала 24. 08. 2011. г. Приступљено 31. 08. 2011.